# Okabena (Minnesota)
Okabena es una ciudad ubicada en el condado de Jackson en el estado estadounidense de Minnesota. En el Censo de 2010 tenía una población de 188 habitantes y una densidad poblacional de 352,37 personas por km².

## Geografía
Okabena se encuentra ubicada en las coordenadas 43°44′22″N 95°19′0″O / 43.73944, -95.31667. Según la Oficina del Censo de los Estados Unidos, Okabena tiene una superficie total de 0.53 km², de la cual 0.53 km² corresponden a tierra firme y (0%) 0 km² es agua.

## Demografía
Según el censo de 2010, había 188 personas residiendo en Okabena. La densidad de población era de 352,37 hab./km². De los 188 habitantes, Okabena estaba compuesto por el 92.55% blancos, el 1.06% eran afroamericanos, el 1.06% eran amerindios, el 0.53% eran asiáticos, el 0% eran isleños del Pacífico, el 3.19% eran de otras razas y el 1.6% pertenecían a dos o más razas. Del total de la población el 4.79% eran hispanos o latinos de cualquier raza.